# Чорна середа

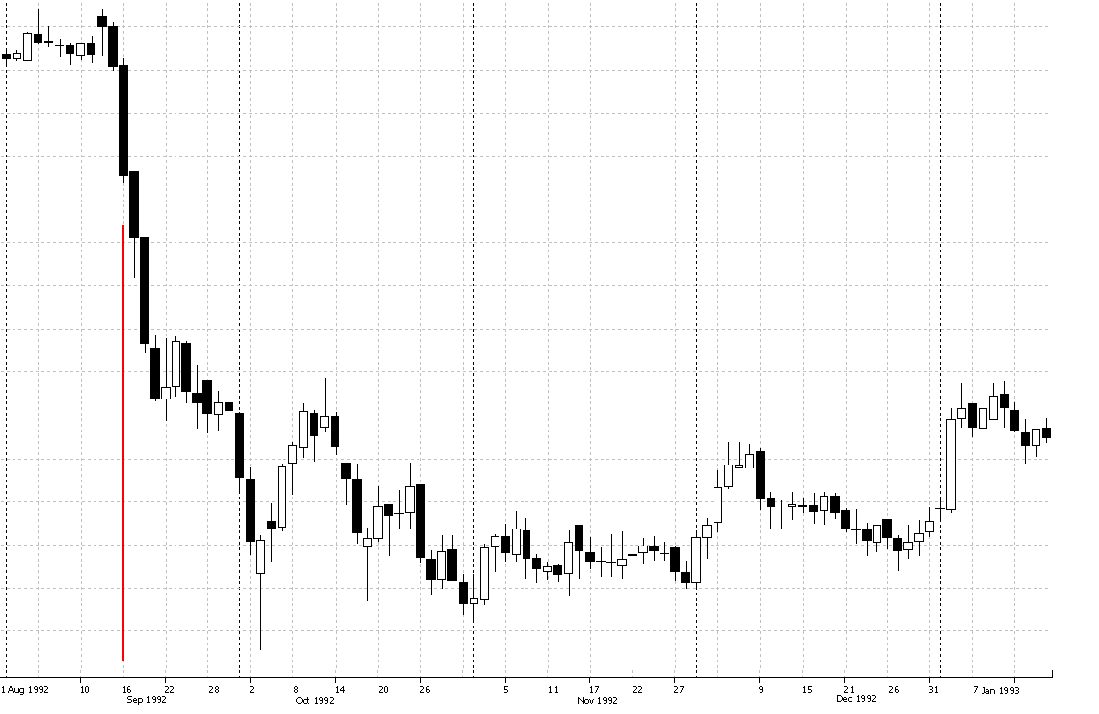
Графік ціни GBP/DEM 1992 року (денний таймфрейм). Червоним позначено 16 вересня.

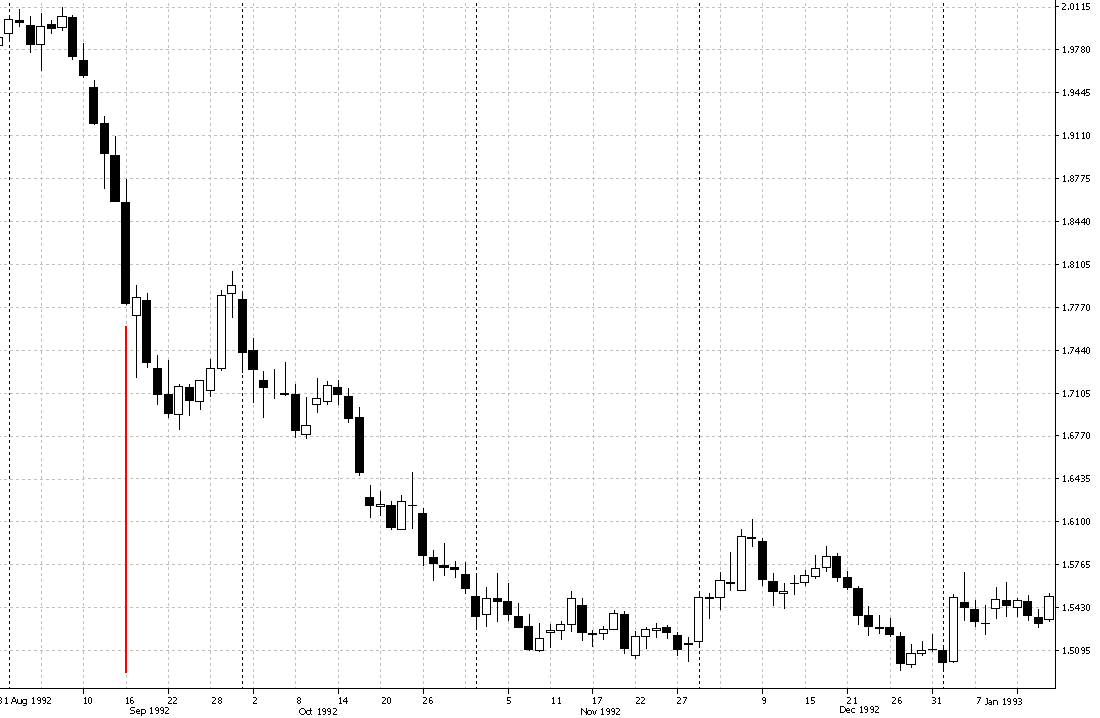
Графік ціни GBP/USD 1992 року (денний таймфрейм). Червоним позначено 16 вересня.

Чорна середа — день 16 вересня 1992 року, коли різко здешевів фунт стерлінгів.
Відносно німецької марки ціна знизилася з 2,77 до 2,70 GBP/DEM (−2,52 %), а відносно американського долара — з 1,86 до 1,78 GBP/USD (−4,49 %). У наступні два тижні котирування продовжили знижуватися.

## Причини
Досить часто обвал пов'язують з діями американського фінансиста Джорджа Сороса. Ніби за кілька років до цього він спланував операцію, скуповував фунти стерлінгів невеликими партіями, а потім, використовуючи сформовані валютні резерви, 15 вересня фонд Джорджа Сороса «Квантум» одномоментно продав близько 5 млрд фунтів в обмін на 15 млрд німецьких марок за курсом 2,82 GBP/DEM. Ціна фунта стерлінгів стрімко впала. Подальша зворотна купівля здешевілих фунтів через день дозволила Джорджу Соросу заробити, за різними оцінками, 1-1,5 млрд доларів.
Ці твердження містять в собі ряд суперечностей. Простий розрахунок показує, що 1 млрд доларів становить близько 568 млн фунтів (при ціні після падіння 1,76 GBP/USD маємо 1000 млн / 1,76 = 568,18). Щоб отримати прибуток біля 1 млрд доларів на обороті 15 млрд німецьких марок, ціна мала б знизитися з 2,82 до 2,548 (15000/2,548 −15000/2,82 = 567,82 млн фунтів). Але така ціна була досягнута лише 22 вересня, а не 16-го, тобто угода повинна була б тривати майже тиждень, а не один день, або в угоді потрібно було задіяти набагато більше, ніж 5 млрд фунтів. Однак сам Сорос згодом визнавав, що «маючи акцій на сім мільярдів, ми довели обсяг угод до десяти мільярдів доларів. Це в півтора раза перевищувало суму всіх активів фонду». Десять мільярдів доларів відповідають 5 мільярдам фунтів стерлінгів за ціною до девальвації.
Уважне зіставлення графіка котирувань фунта стерлінгів щодо німецької марки з графіком котирувань фунта стерлінгів щодо долара США показує, знецінення фунта насправді почалося за тиждень до угод Сороса — з 9 вересня фунт почав стрімко дешевшати відносно долара. Падіння фунта стерлінгів щодо долара США 16 вересня 1992 року було значно сильнішим (майже у 2 рази в процентному вимірі, див. графіки котирувань), хоча легендарна операція Сороса не належала до ринку фунт/долар до девальвації.
Просто через низку причин (членство Великої Британії в європейській валютній системі зі встановленими валютними коридорами, недавні парламентські вибори, зниження рівня промислового виробництва) Банк Англії прагнув утримати паритет саме до німецької марки. У той же час через перекіс в прибутковості, в тому числі при розміщенні депозитів, німецький валютний ринок став більш привабливим, ніж англійський. Спекулянти цілий тиждень придивлялися і аналізували дії англійського уряду, який брав усе нові позики в Німеччини. Сорос розмовляв з Гельмутом Шлезінгером, президентом Бундесбанку, і з'ясував, що зниження облікових ставок Німеччина не планує.

## Перебіг
Коли стало очевидним, що уряду курс втримати не вдасться, спекулянти кинулися продавати фунти стерлінгів. Сорос був одним з таких спекулянтів, великим, проте не єдиним. Його операції були складнішими, бо продавав й інші слабкі європейські валюти. На 500 мільйонів доларів Сорос купив акції англійських компаній, тому що після девальвації англійської валюти вони мали вирости в ціні. Сорос купував німецькі й французькі облігації та продавав акції. У всіх цих операціях він користувався значним кредитом.
Ще 15 вересня Джон Мейджор скасував запланований візит до Іспанії через кризу. Банк Англії робить ряд валютних інтервенцій. До спекулянтів приєдналися численні корпорації, пенсійні фонди, страхові компанії.
«Багато хто заробив на падінні фунта, але їхні прибутки залишилися в тіні. Пол Тюдор Джонс або Брюс Ковнер з „Кекстон корпорейшн“ були в числі тих, хто виграв головний приз: перший заробив 250, другий приблизно 300 млн доларів. Провідні американські банки, що активно оперують іноземною валютою, особливо „Сіті-корп“, „Дж. П. Морган енд Ко“ і „Кемікл Бенк“, теж залишилися задоволені. Всього ж за третій квартал банки заробили додатково 800 млн доларів на торгівлі іноземною валютою» (Роберт Слейтер «Сорос: Життя, діяльність і ділові секрети найвеличнішого у світі інвестора»)
16 вересня британський міністр фінансів Норман Ламонт підвищив облікову ставку з 10 до 12 відсотків. Після відкриття американських бірж (13:30 за Лондоном) почалася нова хвиля розпродажів. Ставку підвищують до 15 % (другий раз за день). Однак ні це, ні валютні інтервенції інших європейських центральних банків падіння фунта стерлінгів зупинити не змогли.
У результаті до кінця вересня курс фунта щодо марки ненадовго стабілізувався на рівні 2,50 GBP/DEM (-11 %) з подальшим зниженням в жовтні до 2,40 GBP/DEM (-14,3 %). У той же час курс фунта щодо долара стабілізувався ще пізніше — лише в листопаді із зафіксованим мінімумом в кінці грудня 1992 року. Сорос не проводив операцій на цьому ринку, але загальне падіння фунта щодо долара склало 25 % (з 2,01 до 1,51 GBP/USD).

## Наслідки
Крім різкого збільшення процентної ставки, уряд Великої Британії змушений був піти на девальвацію фунта і вийти з Європейської валютної системи (ЄВС) через те, що не зміг утримати ціну фунта в рамках узгодженого цінового коридору. Фунт повернувся до вільно плаваючого обмінного курсу. За прикладом англійців свою валюту з ЄВС вивела також і Італія.